# Jakkrit Wisetrat
Jakkrit Wisetrat (thailändisch จักรกฤษณ์ วิเศษรัตน์, * 21. Mai 1998 in Yasothon) ist ein thailändischer Fußballspieler.

## Karriere
Jakkrit Wisetrat erlernte das Fußballspielen in der Jugendmannschaft des Bangkok Christian College FC in Thailand sowie in der Jugendmannschaft von Leicester City im englischen Leicester. Im Juli 2017 kehrte er aus England nach Thailand zurück, wo er einen Vertrag beim BEC Tero Sasana FC, dem heutigen Police Tero FC, unterschrieb. Der Verein aus der Hauptstadt Bangkok spielte in der ersten Liga, der Thai League. In der ersten Liga kam er nicht zum Einsatz. Seine Einsätze bekam er in der U23-Mannschaft, die in der vierten Liga spielte. Hier trat das Team in der Bangkok Region an. 2019 wurde er an den Viertligisten Surat Thani City FC ausgeliehen. Für den Verein aus Surat Thani stand er 19-mal in der vierten Liga im Tor. Nachdem sein Vertrag bei Police Tero ausgelaufen war, wechselte er im Juli 2021 zum Zweitligisten Customs United. Sein Zweitligadebüt gab Jakkrit Wisetrat am 11. Februar 2022 (23. Spieltag) im Heimspiel gegen den Phrae United FC. Hier stand er in der Startelf und stand die kompletten 90 Minuten im Tor. Phrae gewann das Spiel 3:1. Für die Customs stand er zweimal in der zweiten Liga zwischen den Pfosten. Im August 2022 wechselte er in die dritte Liga. Hier schloss er sich dem Nara United FC an. Der Verein aus Narathiwat spielt in der Southern Region der Liga.